# پاول سرینو
پاول کالیستوس سرینو (به انگلیسی: Paul Callistus Sereno) استاد دیرینه شناسی در دانشگاه شیکاگو و کاوشگر مقیم (به انگلیسی: explorer-in-residence) انجمن جغرافیای ملی آمریکا است که چندین گونهٔ جدید از دایناسورها را در قاره‌های مختلف کشف کرده‌است؛ از جمله در مغولستان، آرژانتین، مراکش و نیجر.  یکی از گسترده‌ترین اکتشافات او، نمونهٔ تقریباً کاملی از سارکوسوکوس امپراتور در بیابان تنر نیجر است که به‌عنوان اَبَر کروکودیل شناخته می‌شود.

## تحصیلات
- فارغ‌التحصیل دبیرستان مرکزی ناپرس‌ویل، ایلینوی
- لیسانس علوم زیستی - دانشگاه ایلینوی شمالی، ۱۹۷۹
- فوق لیسانس دیرینه شناسی مهره داران - دانشگاه کلمبیا، ۱۹۸۱
- فوق لیسانس علوم زمین شناسی - دانشگاه کلمبیا، ۱۹۸۱
- دکترای علوم زمین شناسی - دانشگاه کلمبیا، ۱۹۸۷

## والدین
والدین او یک پستچی و یک معلم هنر بودند. 

## گونه‌های کشف کرده
- هوااستخوان
- آفروویناتور

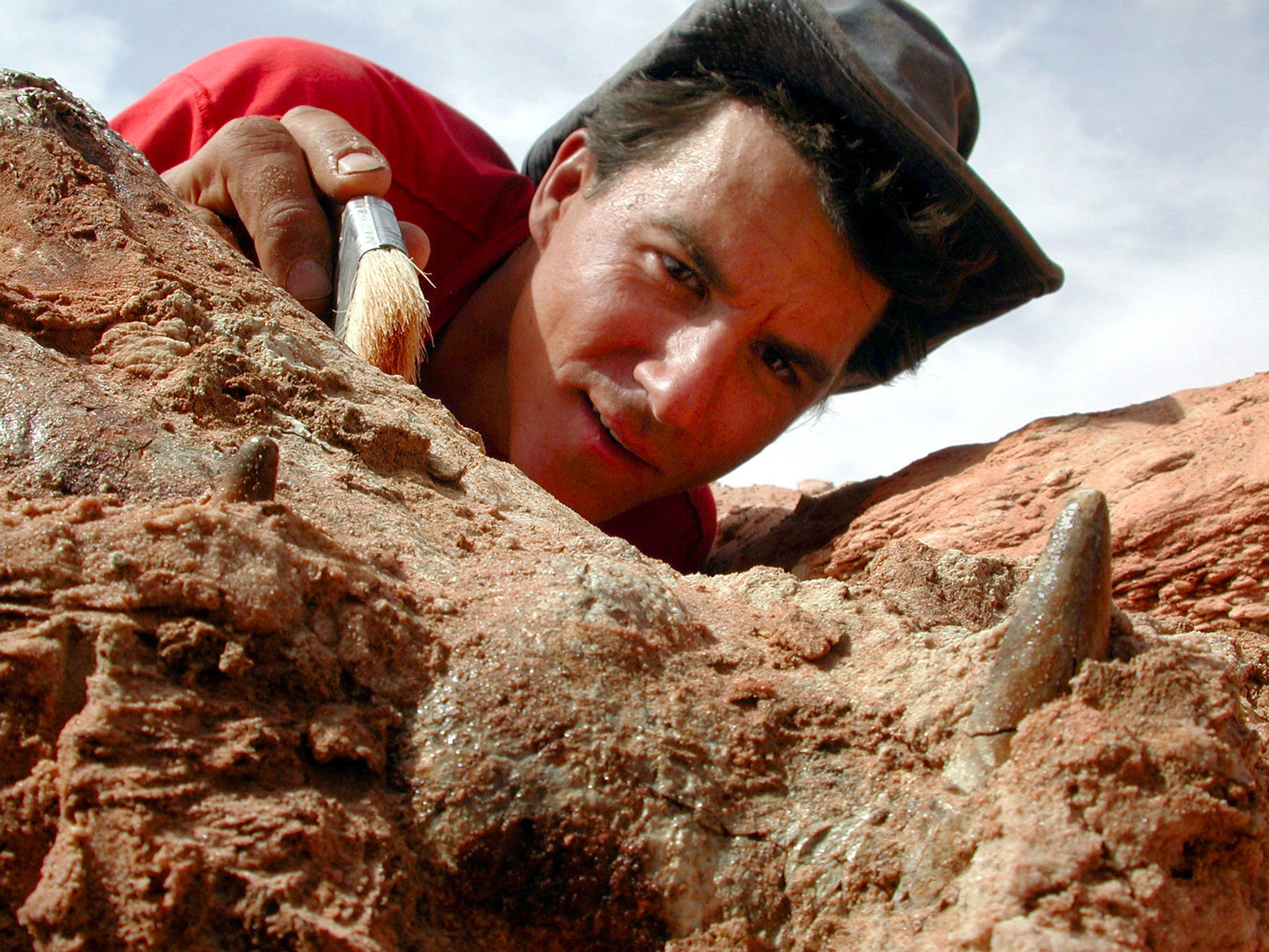
پاول سرینو در حال استخراج فسیل، سال ۲۰۱۰

- اجزای جدید و مهمی از کارکارودونتوسور
- آغازدونده
- ائوراپتور
- ارلیان‌سور
- اجزای جدید و مهمی از هرراسور
- جوباریا
- نهان‌چهره
- نیگرسور
- پگومستکس
- چند گونهٔ جدید از سیتاکوسور
- راجاسور
- اجزای جدید و مهمی از اسپینوسور
- تمساح‌وش
- تروسور آفریقایی
- اردک‌سوسمار